# (439) Ohio
(439) Ohio – planetoida z pasa głównego asteroid okrążająca Słońce w ciągu 5 lat i 201 dni w średniej odległości 3,13 j.a. Została odkryta 13 października 1898 roku w Obserwatorium Licka na Górze Hamilton przez Edwina Coddingtona. Nazwa planetoidy pochodzi od Ohio, stanu i rzeki Stanów Zjednoczonych. Przed nadaniem nazwy planetoida nosiła oznaczenie tymczasowe (439) 1898 EB.